# Ne bolit golova u djatla
Ne bolit golova u djatla (in russo Не болит голова у дятла?) è un film del 1974 diretto da Dinara Asanova.

## Trama
Il film racconta di un ragazzo indefinito e persistente che si chiamava Fly. Poteva stare sulla sua testa sotto il portico ed era innamorato di una ragazza con le trecce nere.